# Ercourt
Ercourt és un municipi francès situat al departament del Somme i a la regió dels Alts de França. L'any 2007 tenia 135 habitants.

## Demografia

### Població

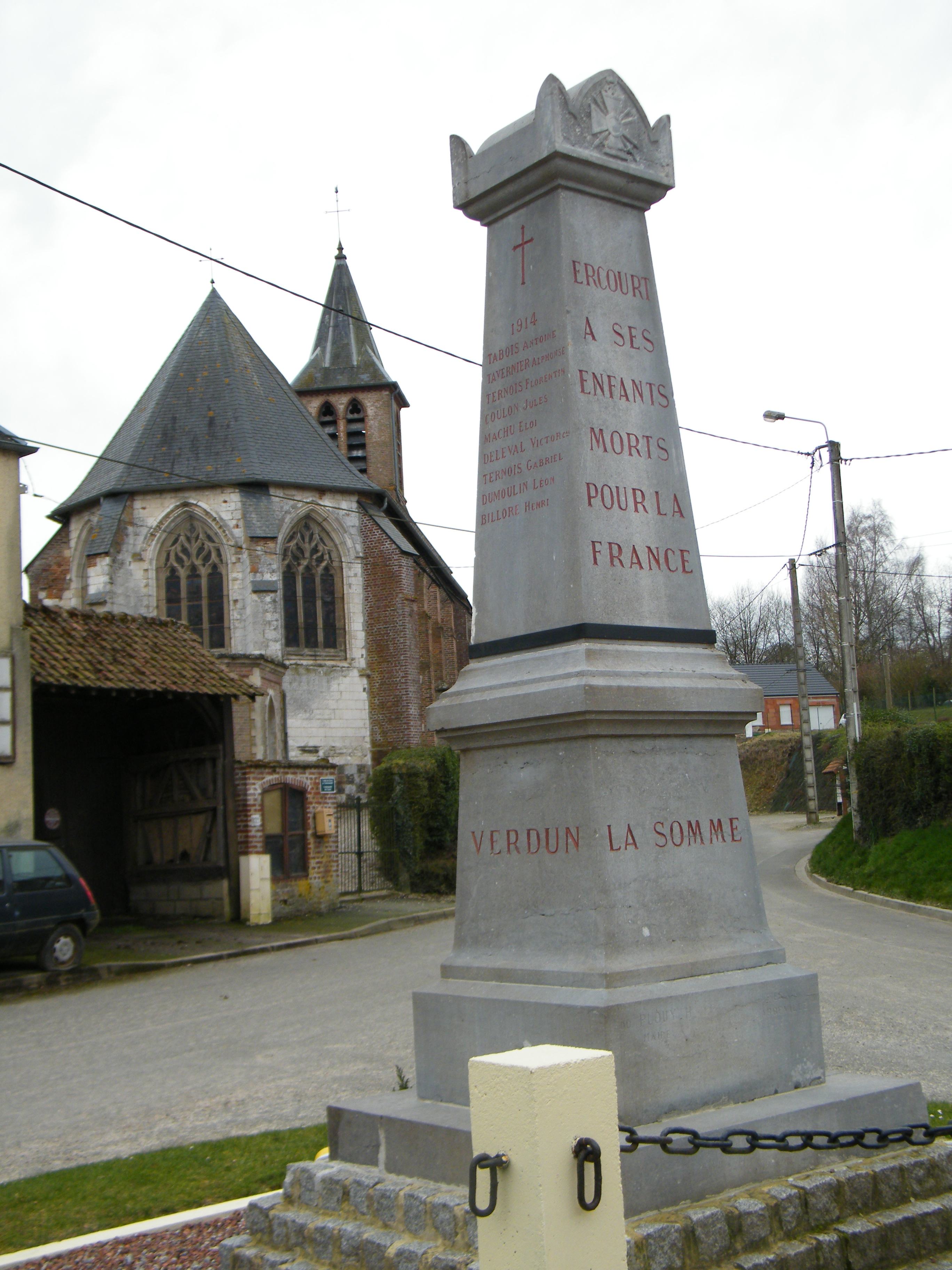

El 2007 la població de fet d'Ercourt era de 135 persones. Hi havia 52 famílies de les quals 4 eren unipersonals (4 homes vivint sols), 12 parelles sense fills, 16 parelles amb fills i 20 famílies monoparentals amb fills.
La població ha evolucionat segons el següent gràfic:
Habitants censats

### Habitatges
El 2007 hi havia 55 habitatges, 53 eren l'habitatge principal de la família i 2 estaven desocupats. 54 eren cases i 1 era un apartament. Dels 53 habitatges principals, 45 estaven ocupats pels seus propietaris, 8 estaven llogats i ocupats pels llogaters i 1 estava cedit a títol gratuït; 2 tenien dues cambres, 3 en tenien tres, 22 en tenien quatre i 27 en tenien cinc o més. 47 habitatges disposaven pel capbaix d'una plaça de pàrquing. A 24 habitatges hi havia un automòbil i a 25 n'hi havia dos o més.

### Piràmide de població

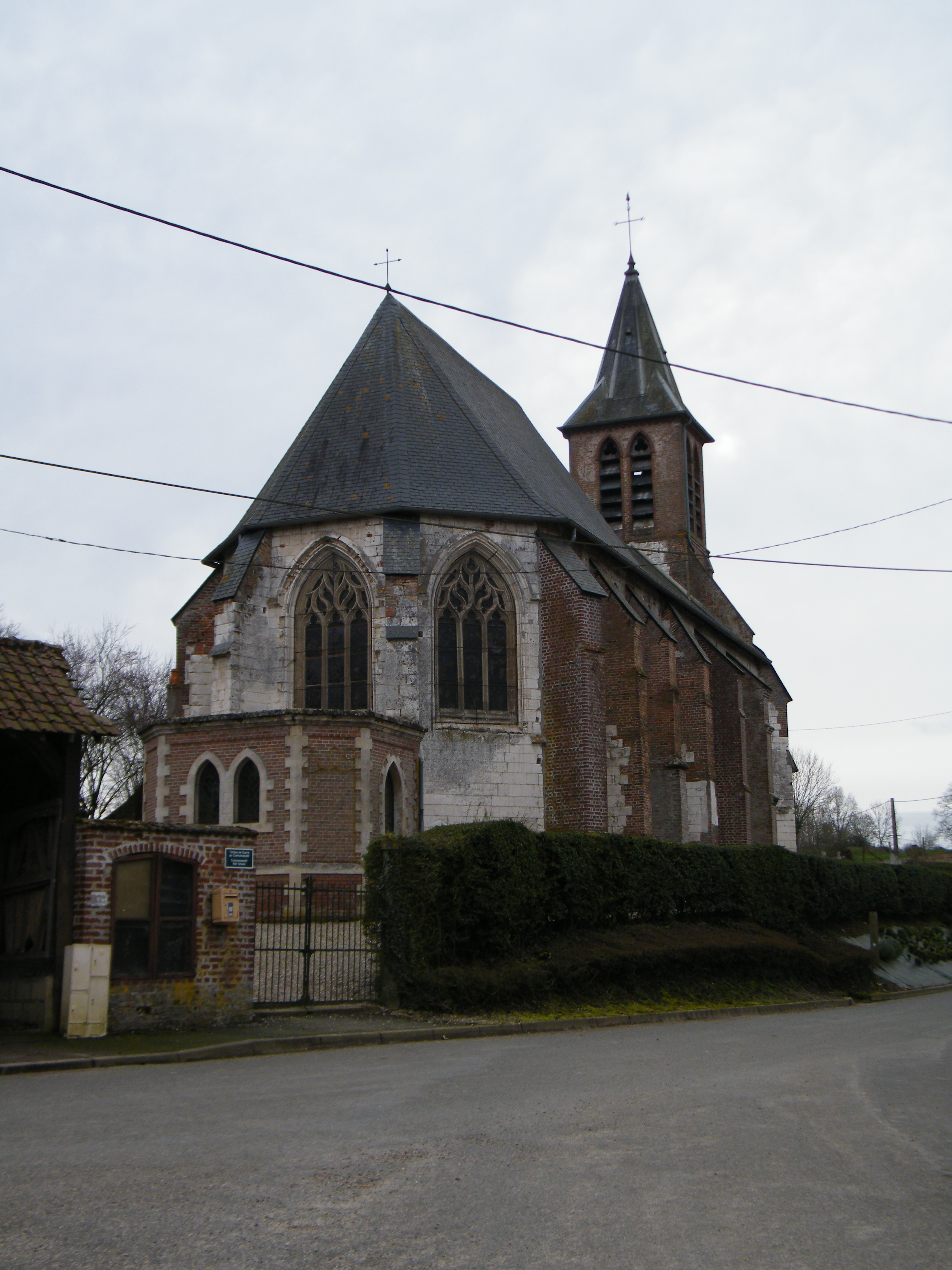

La piràmide de població per edats i sexe el 2009 era:
| Homes | Edats   | Dones |
| ----- | ------- | ----- |
| 0     | 95 o +  | 0     |
| 0     | 90 a 94 | 0     |
| 1     | 85 a 89 | 4     |
| 0     | 80 a 84 | 2     |
| 2     | 75 a 79 | 1     |
| 5     | 70 a 74 | 4     |
| 3     | 65 a 69 | 7     |
| 5     | 60 a 64 | 3     |
| 5     | 55 a 59 | 5     |
| 4     | 50 a 54 | 5     |
| 3     | 45 a 49 | 1     |
| 4     | 40 a 44 | 2     |
| 3     | 35 a 39 | 5     |
| 7     | 30 a 34 | 3     |
| 4     | 25 a 29 | 5     |
| 7     | 20 a 24 | 3     |
| 3     | 15 a 19 | 2     |
| 5     | 10 a 14 | 1     |
| 1     | 5 a 9   | 1     |
| 4     | 0 a 4   | 4     |

## Economia

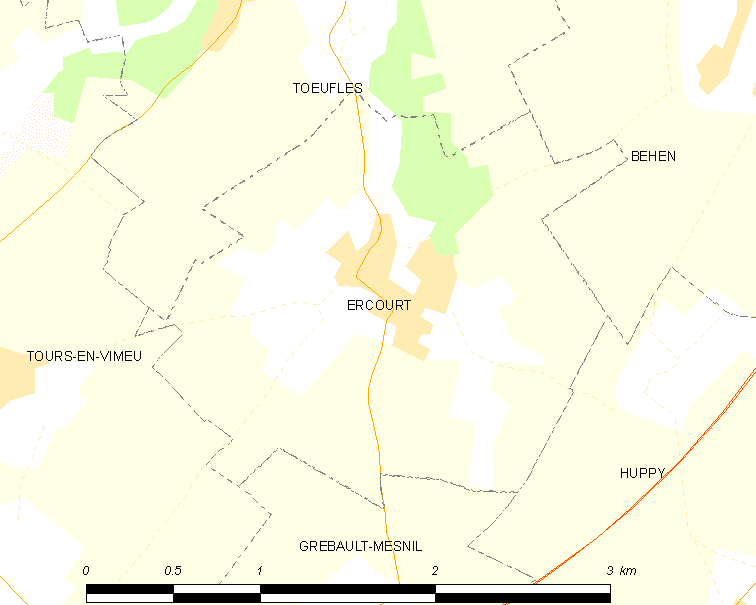

El 2007 la població en edat de treballar era de 85 persones, 57 eren actives i 28 eren inactives. De les 57 persones actives 51 estaven ocupades (29 homes i 22 dones) i 6 estaven aturades (3 homes i 3 dones). De les 28 persones inactives 14 estaven jubilades, 5 estaven estudiant i 9 estaven classificades com a «altres inactius».

### Ingressos
El 2009 a Ercourt hi havia 54 unitats fiscals que integraven 132 persones, la mediana anual d'ingressos fiscals per persona era de 15.809 €.

### Activitats econòmiques
Dels 2 establiments que hi havia el 2007, 1 era d'una empresa de construcció i 1 d'una empresa de comerç i reparació d'automòbils.
L'any 2000 a Ercourt hi havia 8 explotacions agrícoles.

## Poblacions més properes
El següent diagrama mostra les poblacions més properes.